# Kampanien
Kampanien (italienisch Campania) ist eine Region an der Westküste von Italien mit 5.593.906 Einwohnern (Stand 31. Dezember 2023).

## Geografische Lage
Kampanien gehört zu den Regionen des Mezzogiornos im Süden der Apenninhalbinsel. Es hat eine Ausdehnung von 13.595 km² und wird im Nordwesten von Latium, im Norden von Molise, im Nordosten von Apulien, im Südosten von der Basilicata und im Westen vom Tyrrhenischen Meer begrenzt. Kampanien besteht aus den Provinzen Avellino, Benevento, Caserta, Salerno und aus der Metropolitanstadt Neapel. Hauptstadt der Region ist Neapel. Die 5.593.906 Einwohner konzentrieren sich größtenteils im Ballungsgebiet von Neapel. Damit ist Kampanien die am dichtesten besiedelte Region Italiens und nach der Lombardei auch die zweitbevölkerungsreichste.
Die Topographie ist geprägt von Tiefland im Norden der Region und gebirgiger Landschaft im Landesinneren und auf der Halbinsel Sorrent. Die Apenninen erheben sich bis auf eine Höhe von 2050 Meter (Miletto) und reichen teilweise bis ans Meer, so dass steile Küsten entstehen (Amalfiküste). Besonders hervor sticht der 1277 Meter hohe Vulkan Vesuv südlich von Neapel, der bis heute aktiv ist.

## Geschichte
Die Römer der Antike gaben der fruchtbaren Landschaft ihren Namen: Campania felix (glückliche Landschaft). Ein Name also, den sich Kampanien mit der historischen Landschaft Champagne in Frankreich teilt. Beide Namen beruhen etymologisch auf dem Begriff der Ebene (lateinisch campus). Im Altertum bezeichnete Campania nur die Ebene, die sich vom Gebirge Massicus (Neapolitanischer Apennin) südwärts bis zur gebirgigen Halbinsel von Sorrentum (Sorrent) erstreckt und vom Land der Sabiner und Picentiner begrenzt war.
Ursprünglich von den Oskern bewohnt, kam es seit dem 8. Jahrhundert v. Chr. zu mehreren Koloniegründungen der Griechen (Neapolis, Cumae, Poseidonia = Paestum). 424 v. Chr. erlosch die bisherige Prävalenz der Etrusker, als die oskischsprachigen Samniten die Region eroberten.
Die zentrale Stadt jener Zeit war jedoch Capua. Der im Herzen der kampanischen Ebene gelegene Hauptort des kampanischen Städtebundes war bereits im 4. Jahrhundert v. Chr. die größte Stadt Italiens nach Rom. Die Menschen des Landes um Capua waren keine Latiner. Als sich die Landschaft im Zuge der Samnitenkriege 340 v. Chr. mit Rom verband, bekamen die Bewohner den Status von municipes („Halb“-Bürgern), die civitas sine suffragio, im Gegensatz zu den Vollbürgern der lateinischen Gebiete. 312 v. Chr., mit dem Bau der Via Appia von Rom nach Capua, wurde der Wichtigkeit dieser Verbindung Ausdruck verliehen. Die wohl berühmteste Straße der Antike war Vorbild für alle weiteren römischen Straßen bzw. Konsularstraßen.
Mit der Plünderung Süditaliens durch Hannibals karthagische Armee 216 bis 203 v. Chr. im Zweiten Punischen Krieg wurde die Landwirtschaft in eine andauernde Krise gestürzt. Nicht nur die Verluste an Vieh und Getreide waren immens, auch entvölkerte sich das Land, da in den folgenden 35 Jahren im Durchschnitt 135.000 römische Bürger und Verbündete Dienst an der Waffe taten, anstatt das Land wiederaufzubauen. Diese negative Entwicklung führte schließlich zu den umfassenden gracchischen Reformen des Volkstribuns Tiberius Sempronius Gracchus (168–133 v. Chr.). Seine Reform wurde durch den ager publicus ermöglicht. Land, das illegal in Besitz genommen war, wie auch Grundbesitz von Städten wie Capua (das 216 v. Chr. im letzten Krieg revoltiert hatte), wurde vom Staat konfisziert. Dieser Staatsbesitz wurde nun an vormals enteignete Bauern mit unveräußerlichem Besitzrecht legal verteilt.
90 v. Chr. wurde Kampanien (im Bundesgenossenkrieg) von Aufständischen überrannt, jedoch 89 v. Chr. von Sulla zurückerobert. Er belagerte die Stadt Nola südöstlich von Capua und führte einen siegreichen Zug nach Samnium an. Zwei Jahre lang, von 73 v. Chr. bis 71 v. Chr., plünderte wiederum eine Streitmacht flüchtiger Sklaven unter Führung des thrakischen Gladiators Spartacus Süditalien. Schließlich wurden sie durch das Heer des Marcus Licinius Crassus (115–53 v. Chr.) geschlagen: 6000 gefangene Sklaven wurden gekreuzigt. Die Kreuze erstreckten sich von Capua bis Rom.
Zu Ende des Bundesgenossenkrieges folgte die Befriedung des Südens. Allen Gemeinden, die loyal geblieben waren, und allen, welche die Waffen niederlegten, wurde das volle Bürgerrecht gegeben. Diese Ausweitung des bürgerlichen Wahlrechts schloss die Romanisierung Italiens ab. Seit dem 1. Jahrhundert war die Gegend ein beliebter Sommersitz wohlhabender Römer: Campania Felix.
Mit dem Sturz des letzten legitimen Kaisers Westroms, Julius Nepos, 475, setzte Odoaker mit seiner barbarischen Hilfstruppe seine Machtübernahme in Italien durch und ließ sich von seinen Söldnern zum Rex Italiae wählen – allerdings stellte er sich weiterhin unter den Supremat des oströmischen Kaisers in Konstantinopel. Dennoch war dies das Ende römischer Staatlichkeit im Westteil des Reiches. Erst unter Justinian I., dem letzten Kaiser Konstantinopels, dessen Muttersprache Latein war, gelang eine erneute, temporäre Eingliederung Italiens in ein Römisches Reich, doch fielen bereits 568 die ostgermanischen Langobarden in Italien ein. Süditalien blieb dann bis zum Beginn des 11. Jahrhunderts in den Küstenstreifen byzantinisch bzw. langobardisch in den Fürstentümern Benevent, Capua und Salerno.
Zwischen 882 und 915 wurde Kampanien von Sarazenen überfallen, die am Garigliano ein islamisches Emirat in Mittelitalien errichteten; die Landbevölkerung ging stark zurück. Bis 1091 eroberten normannische Krieger die seit 827 ebenfalls von den Sarazenen beherrschte Insel Sizilien. In der Folge vereinten sie dieses neue Königreich mit ihren bereits bestehenden Besitzungen um Neapel und brachten ganz Süditalien bis zur Grenze des Kirchenstaates unter ihre Herrschaft.
Dieses normannische Königreich fiel 1194 an den Staufer Heinrich VI., der 1186 Konstanze von Sizilien geheiratet hatte, die Erbin des letzten Normannenkönigs Wilhelm II. Als 1197 Heinrich VI. überraschend mit 32 Jahren starb, übernahm Konstanze die Herrschaft für ihren Sohn. Dieser war als Friedrich II. bereits im Alter von zwei Jahren 1196 auch zum deutschen König gewählt und 1220 zum Kaiser gekrönt worden.
Da Friedrich als Kaiser des Heiligen Römischen Reiches Deutscher Nation auch über die Gebiete Norditaliens herrschte, fühlte sich der Papst durch diese Umklammerung bedroht. Infolge des sich immer mehr verschärfenden Konfliktes wurde 1265 der französische Prinz Karl von Anjou durch Papst Clemens IV. auf den süditalienischen Thron gehoben. Als letzter Staufer wurde Konradin 1268 gefangen genommen und bei Neapel hingerichtet.
Nach einem Volksaufstand fiel Sizilien an Peter III. von Aragon. Das alte normannisch-staufische Königreich war seither in das aragonesische Königreich von Sizilien und das durch die Anjou regierte Königreich Neapel geteilt.
Mit dem Aussterben der spanischen Habsburger 1700 geriet auch das Königreich Neapel in die Wirren des Spanischen Erbfolgekriegs. Nach anfänglicher Herrschaft der nun in Spanien regierenden Bourbonen wurde Süditalien 1707/08 von Österreich besetzt. Die Friedensschlüsse von 1713/14 beließen das Königreich Neapel bei Österreich. Die Herrschaft des Hauses Habsburg fand ihrerseits durch neue europäische Kräfteverschiebungen 1735 ein Ende, als Österreich das Königreich an eine jüngere Linie der spanischen Bourbonen abtreten musste. Ein spanischer Infant, der spätere König Karl III. von Spanien (reg. 1735–1759), war seit über 230 Jahren der erste König von Neapel, der persönlich dort lebte und regierte. Herrschaftszentrum blieb Neapel, das von den neuen Bourbonen-Königen prachtvoll ausgebaut wurde.
1799 wurde die Bourbonen-Herrschaft in Neapel durch revolutionäre französische Truppen beendet, die dort gemeinsam mit süditalienischen Anhängern der Revolution eine Republik errichteten. Der nach Sizilien geflüchtete König wurde jedoch durch den baldigen Rückzug der Franzosen und einen blutigen antirevolutionären Aufstand der Landbevölkerung zurück an die Macht gebracht. Zahlreiche einheimische Revolutionäre wurden daraufhin hingerichtet.

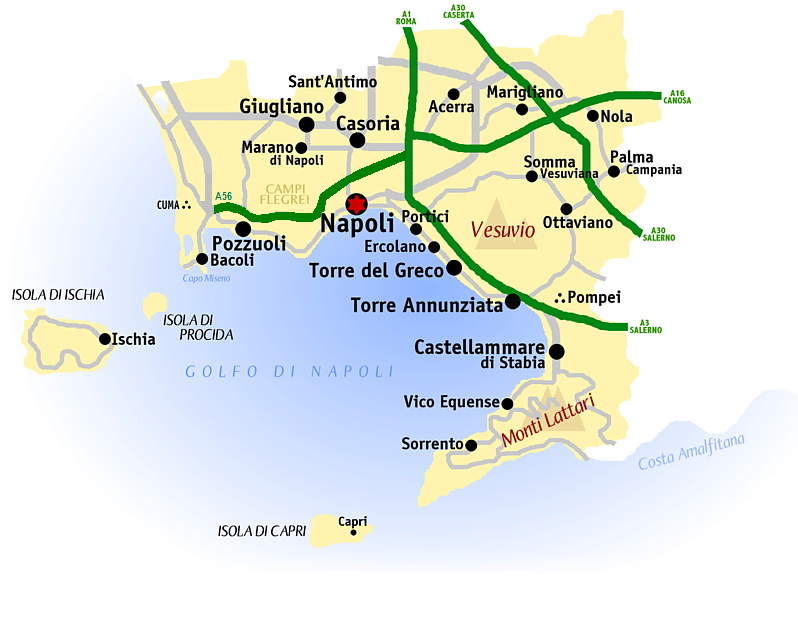
Golf von Neapel

1806 eroberte Napoleon Neapel zum zweiten Mal. Neuer Herrscher wurde Napoleons Bruder Joseph Bonaparte, der 1808 ins eroberte Spanien wechselte, und danach Napoleons Schwager Joachim Murat, der sich in Neapel nach Napoleons erstem Sturz 1814 durch rechtzeitigen Seitenwechsel weiter halten konnte, 1815 jedoch – nunmehr auf Seiten des zurückgekehrten, aber bei Waterloo entscheidend geschlagenen Napoleon – sein Reich und wenig später sein Leben verlor.
Nach der Niederlage Napoleons wurde Europa auf dem Wiener Kongress neu geordnet. Die Königreiche Neapel und Sizilien wurden 1816 zum Königreich beider Sizilien (Regno delle Due Sicilie) vereinigt. Gerade durch diese aufgezwungene Vereinigung kam es in der Folge immer wieder zu Aufständen, die oft gewaltsam niedergeschlagen wurden.
Zu Beginn des italienischen Einigungsprozesses im 19. Jh. blieb das süditalienische Königreich beider Sizilien unter dem jungen König Franz II. (1859–1861) neutral. Angebote zum friedlichen Anschluss an die neue Monarchie Italien lehnte dieser letzte Bourbone ab. Als eine Truppe unter Führung des Revolutionärs Garibaldi 1860 zuerst auf Sizilien landete und danach in Neapel einmarschierte, beendete dies die Herrschaft der Bourbonen. Der letzte König beider Sizilien zog sich ins römische Exil zurück, sein bisheriges Königreich schloss sich über Volksabstimmungen dem neuen Italien an.

## Wappen
Beschreibung: Im Silber ein roter Schrägbalken.

## Verwaltungsgliederung

Die Provinzen und die Metropolitanstadt Kampaniens

Zur Region Kampanien gehören folgende vier Provinzen und eine Metropolitanstadt:
| Provinz bzw. Metropolitanstadt | Hauptstadt | ISO   | Gemeinden | Einwohnerzahl (31. Dezember 2023) | Fläche (km²) | Bevölkerungs- dichte (Einw./km²) |
| ------------------------------ | ---------- | ----- | --------- | --------------------------------- | ------------ | -------------------------------- |
| Avellino                       | Avellino   | IT-AV | 118       | 396.973                           | 2.791,64     | 142                              |
| Benevento                      | Benevento  | IT-BN | 78        | 261.419                           | 2.070,63     | 126                              |
| Caserta                        | Caserta    | IT-CE | 104       | 906.522                           | 2.651,35     | 342                              |
| Neapel                         | Neapel     | IT-NA | 92        | 2.970.974                         | 1.171,13     | 2537                             |
| Salerno                        | Salerno    | IT-SA | 158       | 1.058.018                         | 4.917,47     | 215                              |
| Kampanien                      | Neapel     | IT-72 | 550       | 5.593.906                         | 13.590,25    | 412                              |

## Politik

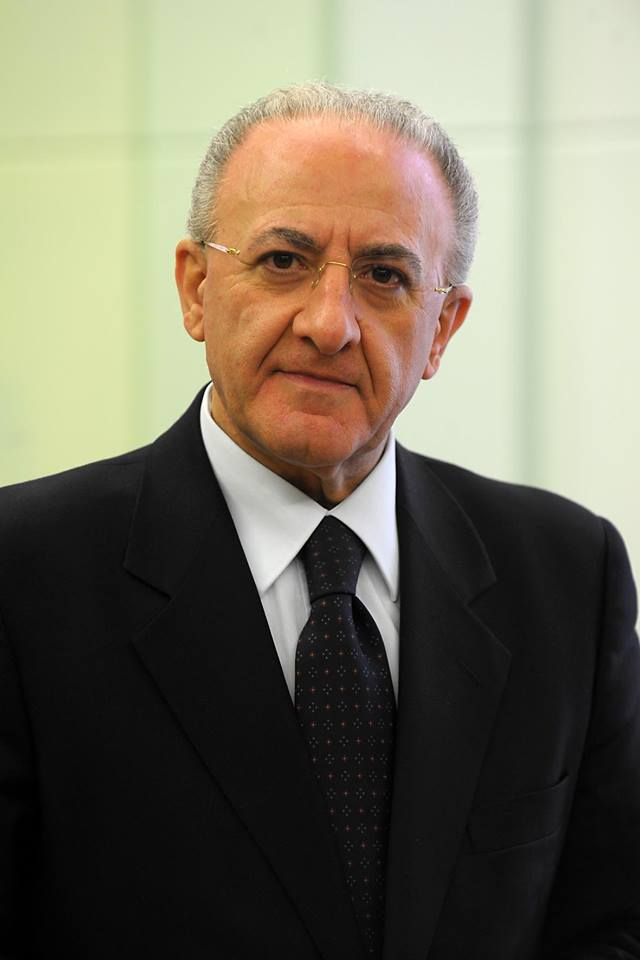
Regionalpräsident Vincenzo De Luca

Kampanien besitzt eine eigene Regierung und ein eigenes Parlament, das seit 1970 gewählt wird. Die Legislaturperiode dauert fünf Jahre.
An der Spitze der Regierung (Exekutive) steht der auf fünf Jahre direkt gewählte Regionalpräsident. Bei den Wahlen zum Regionalpräsidenten am 31. Mai 2015 gewann Vincenzo De Luca von der sozialdemokratischen Partito Democratico als Kandidat eines Linksbündnisses mit 41,2 % gegen den Amtsinhaber Stefano Caldoro von der Forza Italia mit 38,4 %, der von mehreren Mitte-Rechts-Parteien unterstützt wurde. Bei den Wahlen am 20. und 21. September 2020 konnte das Parteienbündnis von De Luca seinen Vorsprung auf 68,57 % ausbauen und erhielt 32 Sitze. Die Unterstützer von Caldoro halbierten ihren Anteil auf 19,12 % (10 Sitze).
Die Legislative besteht aus dem kampanischen Regionalparlament, welches 51 Sitze umfasst, wobei ein Sitz für den direkt gewählten Regionalpräsidenten reserviert ist. Bis 2011 umfasste das Parlament noch 60 Sitze, wurde jedoch per Gesetz verkleinert. Das Parteiensystem ist mit 16 Parteien im Parlament stark fragmentiert. Im Regionalparlament stellen die Sozialdemokraten mit nur 16,9 % (2015: 19,5 %) bzw. 8 Sitzen (2015: 16) die stärkste Fraktion. Regionalpräsident De Luca wird von 11 weiteren Parteien unterstützt. Unverändert sieben Sitze entfallen auf die Movimento 5 Stelle (M5S).

## Wirtschaft
Wirtschaftlich wichtig sind der Nahrungsmittelsektor, der Weinbau und der Tourismus (vor allem in Neapel, Ischia, die Amalfiküste und Capri). Die Gegend um den Vesuv ist wegen der fruchtbaren Vulkanerde sehr günstig für die Landwirtschaft.
Im Vergleich mit dem BIP der EU ausgedrückt in Kaufkraftstandards erreichte die Region 2015 einen Index von 61 (EU-28 = 100). Die Arbeitslosigkeit betrug 2017 20,9 %. Kampanien zählt damit zu den Regionen mit der europaweit höchsten Arbeitslosigkeit.

## Natur und Kultur

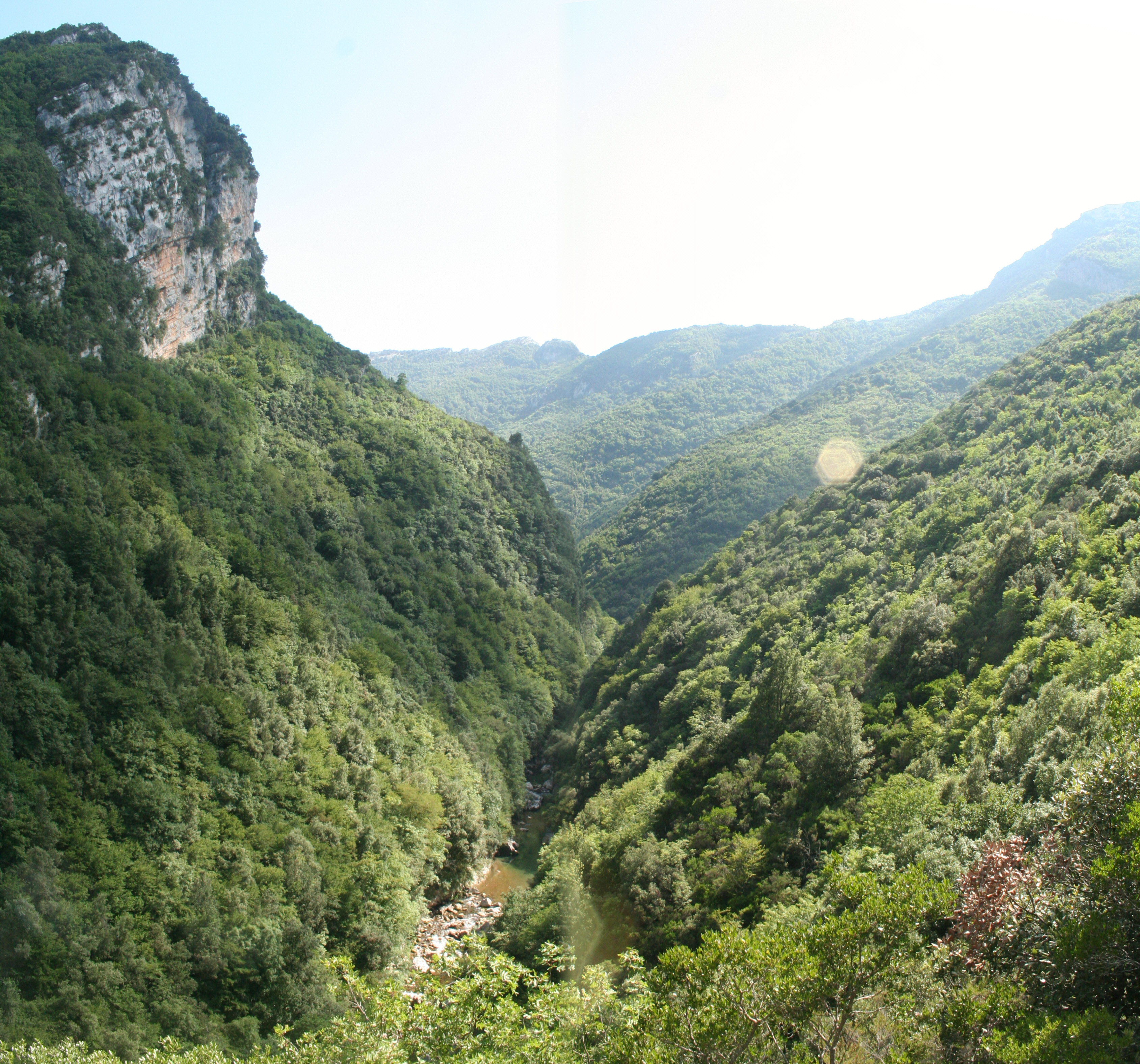
Nationalpark Cilento und Vallo di Diano

Mit dem Nationalpark Cilento und Vallo di Diano besitzt Kampanien einen Naturpark mit einigen bedeutenden antiken Stätten (Velia, Paestum und Kartause von Padula). Daher wurde der Nationalpark 1998 zum UNESCO-Welterbe der Menschheit erklärt.
Weitere Welterbestätten der UNESCO in Kampanien sind: das historische Zentrum von Neapel, die Amalfiküste, die archäologischen Stätten von Pompeji, Herculaneum und Torre Annunziata sowie der Palast von Caserta nördlich von Neapel.
Teile Kampaniens sind ebenso wie auch andere Gebiete auf der Italienischen Halbinsel geologisch unruhig. Neben immer wiederkehrenden Erdbeben herrscht dort starker Vulkanismus. Der Vesuv bei Neapel ist ein aktiver Vulkan. Auch die Phlegräischen Felder 20 km westlich des Vesuv sind ein Gebiet mit hoher vulkanischer Aktivität.